# Museo Quiñones de León
El Museo Municipal de Vigo "Quiñones de León" (oficialmente en gallego: Museo da Cidade "Quiñones de León", conocido como Museo Quiñones de León, es un museo de Vigo. Está ubicado en el Pazo de Castrelos, uno de los pazos arquitectónicamente más sobresalientes de Galicia, edificio cuyo origen es el antiguo pazo de Lavandeira, levantado en 1670, años después de la fundación del capitán Juan Tavares en 1665. Está rodeado por jardines de influencias francesas e inglesas. El museo se inauguró el 22 de julio de 1937.
En la planta baja se conserva la ambientación de antigua residencia de los marqueses donantes del pazo con mobiliario y decoración de época y la exposición permanente de pintura europea de los siglos XVII y XVIII legada por Policarpo Sanz. La colección cuenta con algunas piezas relevantes de pintura clásica italiana, neerlandesa, flamenca, española y francesa de los siglos XV al XIX del legado de Policarpo Sanz.
Contiene además una interesante sala de arqueología  con interesantes ejemplos de la historia más remota de la ciudad.

## El pazo
El parque de Castrelos y su pazo pertenecieron entre 1678 y 1918 a la familia Gago de Mendoza Oca Sarmiento y Montenegro, desde Antonio Feliz Tavarés Ozores y Sotomayor hasta Fernando Quiñones de León y Elduayen, IX marqués de Valladares y VII marqués de Mos. Casado con Marianne Wythe, falleció sin descendencia a los 34 años, y dejó como heredero a su padre, Fernando Quiñones de León y Francisco-Martín, III marqués de San Carlos, I marqués de Alcedo grande de España de primera clase y VII marqués de Montevirgen. Este, al no tener nietos, donó el parque y el palacio al Ayuntamiento de Vigo.

### Los jardines

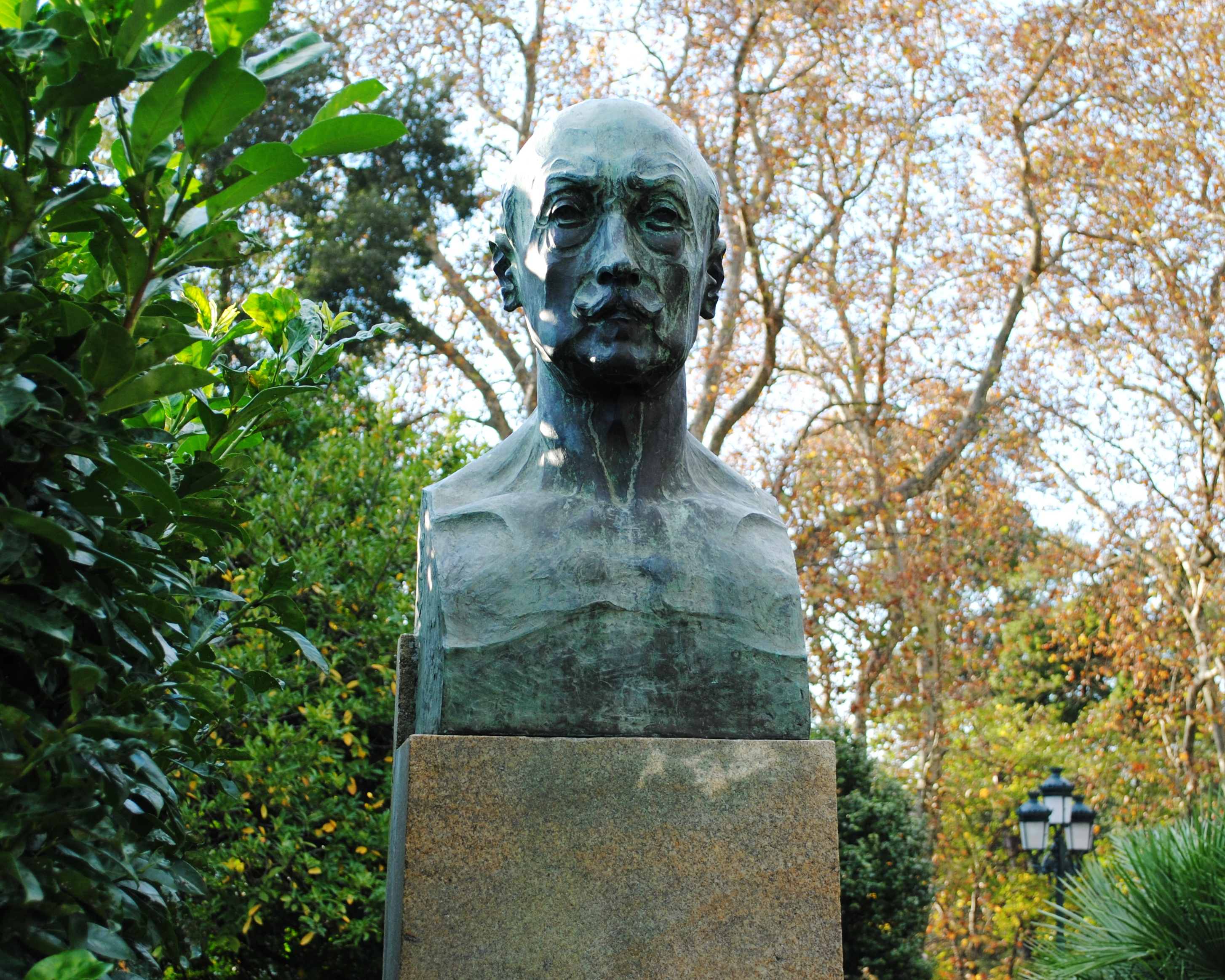
Fernando Quiñones de León y Francisco-Martín, por el escultor Santiago Rodríguez Bonome.

En el exterior, la transformación de la huerta trasera del pazo a finales del siglo XIX, según parece con la firma portuguesa Jacintho de Mattos de Oporto, ofrece cinco hectáreas con categoría de jardín histórico y una ruta botánica de alto valor estético. Está dividido en cinco sectores: acceso, rosales de la parte superior, jardín francés, jardín inglés y bosque.
Orientados al sur, todo el contraste entre los diferentes conceptos de jardín. Al pie de las ventanas, el racionalista: simétrico, estable y proporcionado en el que sobresale la escultura vegetal. En la parte baja, el romántico inglés: estilo subjetivo, caminos imprevistos, especies de crecimiento libre y elementos sacados del orientalismo como pabellones a escala. Destaca el paseo con doble fila de camelias llamado Paseo de Antonio Odriozola en honor de estudioso de este género. Conduce cara al vivero y cancha de tenis, que fue pionera en la introducción de este deporte en Galicia cuando en la ría fondeaban cableros ingleses. Además, en esta zona encontramos en el bosque una línea de los eucaliptos plantados en 1872 y un original palomar, en donde cría una colonia controlada de palomas zuritas.
Fue declarado Jardín Histórico y Bien de Interés Cultural en 1955 y dispone de un recorrido señalizado en lenguaje braille.

## La colección del museo
El pazo barroco incluye salas de arqueología y colección de pintura gallega. 

### Pintura

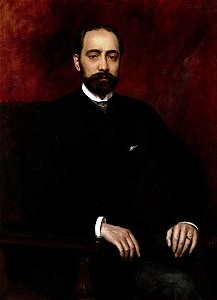
Policarpo Sanz, donante de varias pinturas al museo.

El Museo Municipal Quiñones de León comparte fondos con la Pinacoteca Francisco Fernández del Riego (en la Casa de Arias Taboada), por ser ambos de titularidad municipal.
Autores
- Del legado de Policarpo Sanz:[5] Jacobo de Baen, Banzo, Anthonie Beerstraten, Jacobus Andreas Beschey, Luis Leopoldo Boilly, Bezault, Luis Leopoldo Boilly, Lázaro Bruandet, Philippe Caresme, Aníbal Carracci, Juan Benedetto Castiglione, Carlos Cignani, Joosr Van Craesbeek, Antonio Jansz van Croos, Abraham van Cuylenborch, Francisco Detroy, Francisco Detroy Juan, Francisco Devosge, Cristian Guillermo Dietricy, Carlos Dolci, Karel Dujardin.

- En depósito del Museo del Prado: Francisco Antolínez y Sarabia, Agostino Carracci, Francisco Collantes, Antonio Allegri da Correggio.[6]

- En depósito del Museo de Arte Moderno: Leonardo Alenza y Nieto, Aureliano de Beruete.

- Arte gallego contemporáneo (en la Pinacoteca Francisco Fernández del Riego mediante exposiciones temporales): Manuel Abelenda Zapata, Antón Abreu Bastos, Rafael Alonso Fernández, Manuel Aramburu Núñez, Serafín Avendaño, José Barreiro Gómez, A. Bezault, Virxilio Blanco Garrido, Tomás Bóveda Gómez, Abelardo Bustamante, Manuel Caballero García-Barba, Víctor Casas Julián, Alberto Castro Couso, Arturo Cifuentes Pérez, Manuel Colmeiro Guimarás, José Conde Corbal, Ventura Cores Trasmonte, Imeldo Corral González, María del Carmen Corredoyra y Ruiz de Baro, Francisco Creo Rodríguez, Felipe Criado Martín, María Antonia Dans, Alberto Datas Panero, José Luis de Dios, Isaac Díaz Pardo, Juan Francisco Eliaerst, Juliana Estévez Álvarez, Virxilio Fernández, Antonio Fernández Gómez, Mario Fernández Granell, Emilio Fernández Rodal, José Fernández Sánchez.

## Galería de imágenes

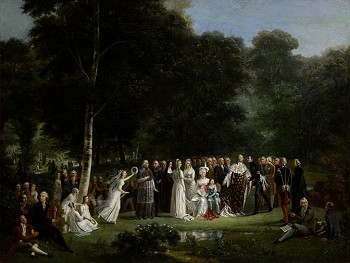
Luis XVI recibiendo al duque d’Enghien, de Adolphe Eugène Gabriel Roehn
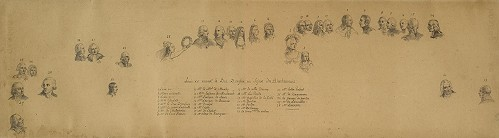
Explicación del cuadro Luis XVI recibiendo al duque d’Enghien, de Adolphe Eugène Gabriel Roehn
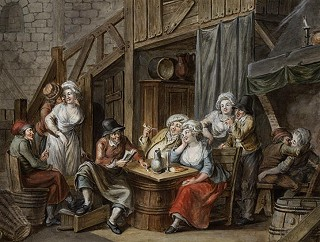
Interior de una taberna, de Henri Regnault, s. XIX

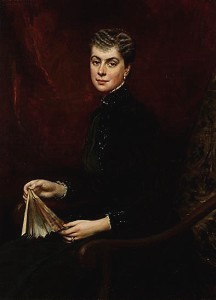
Retrato de Irene de Ceballos, de F. E. Bertier, 1888
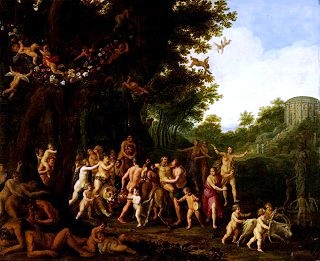
Triunfo de Baco y Sileno, de Adriaen van Nieulandt
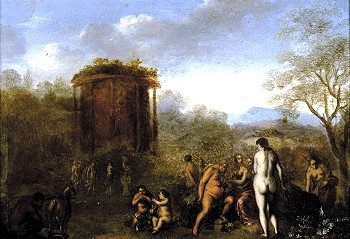
Embriaguez de Sileno, de Daniel Vertangen
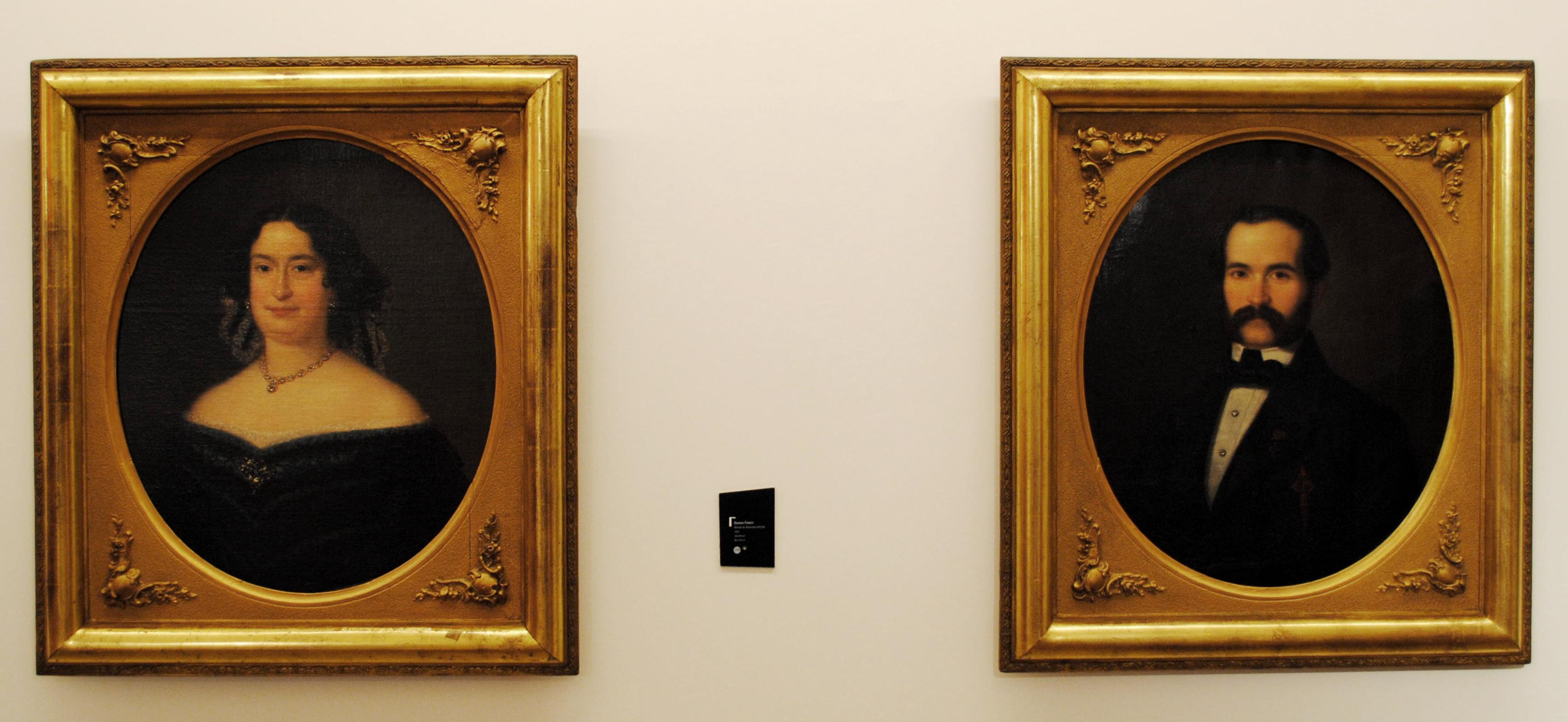
Retratos, de Dionisio Fierros
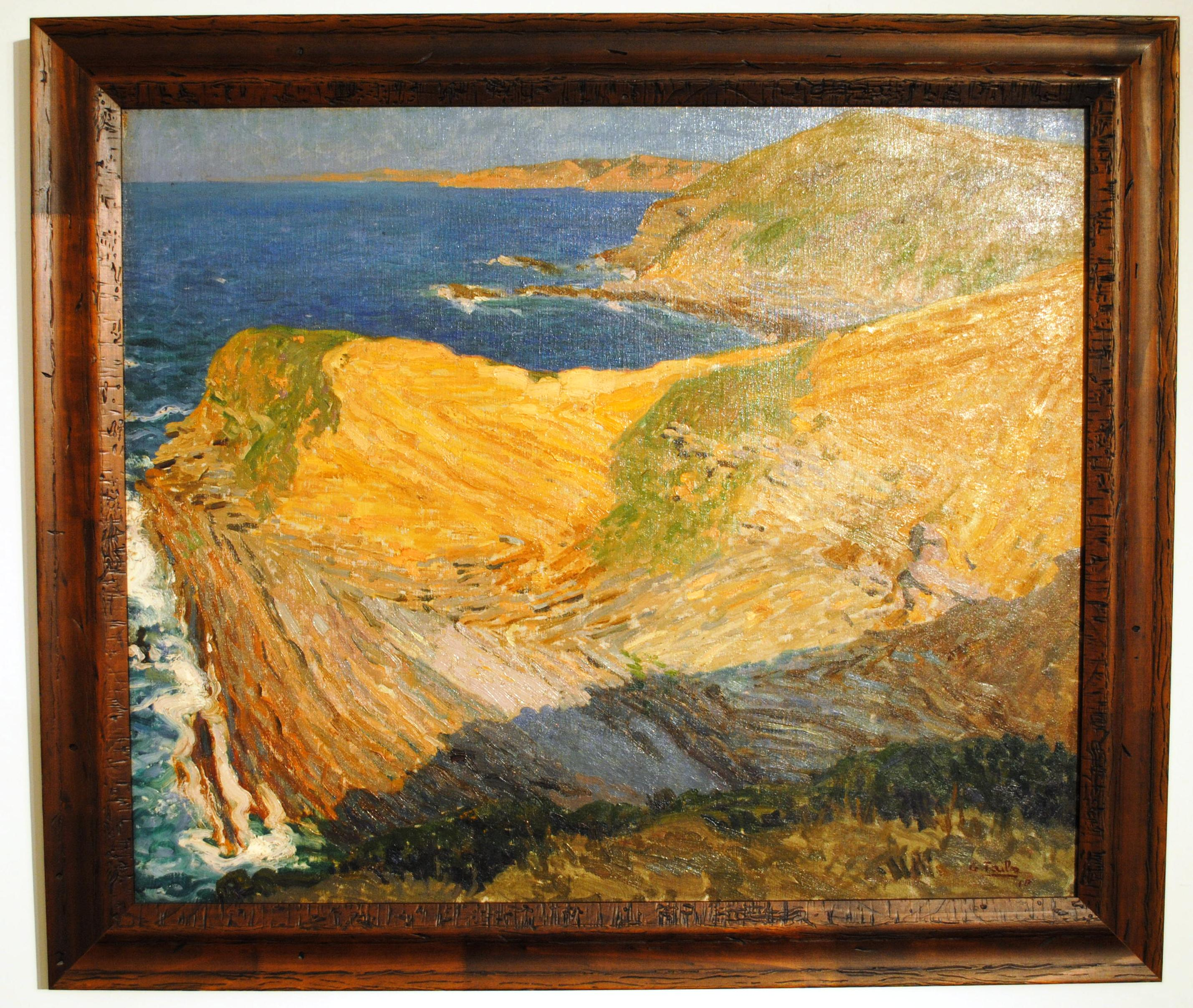
Costa de Bretaña, de Germán Taibo
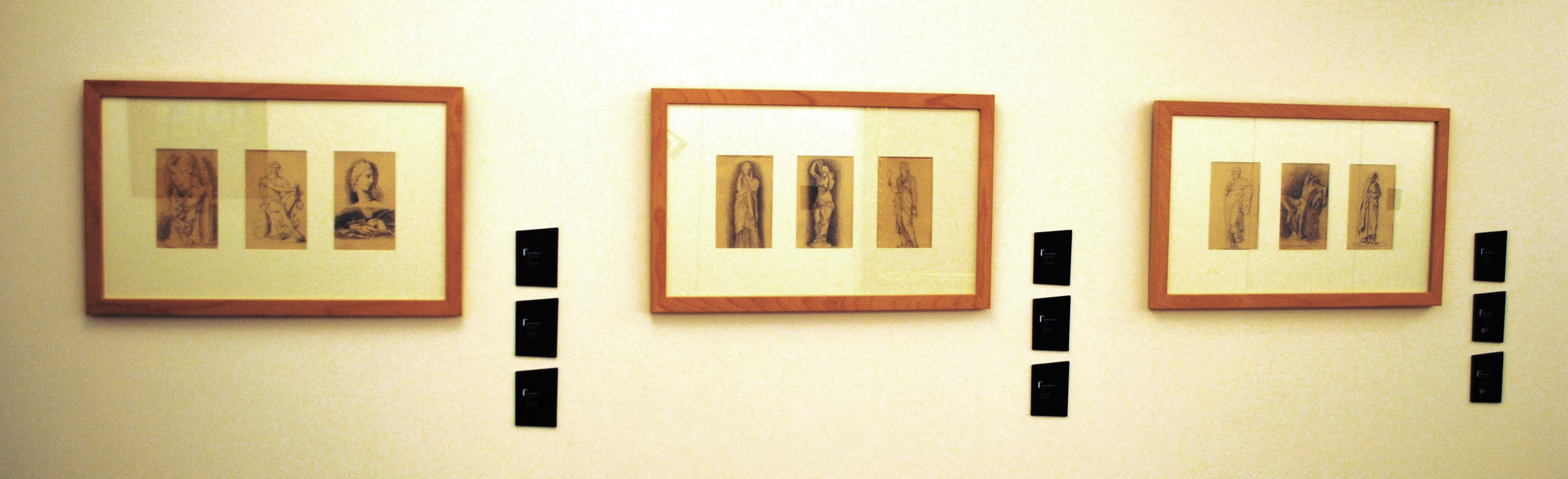
Isidoro Brocos Gómez
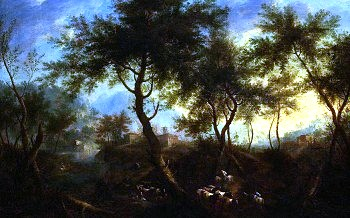
Paisaje, de Jan Vermeer van Haarlem (Jan van der Meer II) 1656-1705
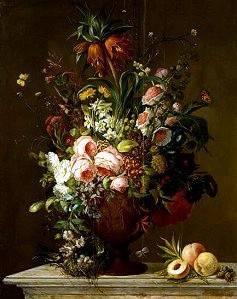
Acio de flores, de Jean François Eliaerts
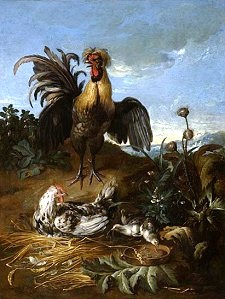
Gallo y gallina, de Jean-Baptiste Oudry
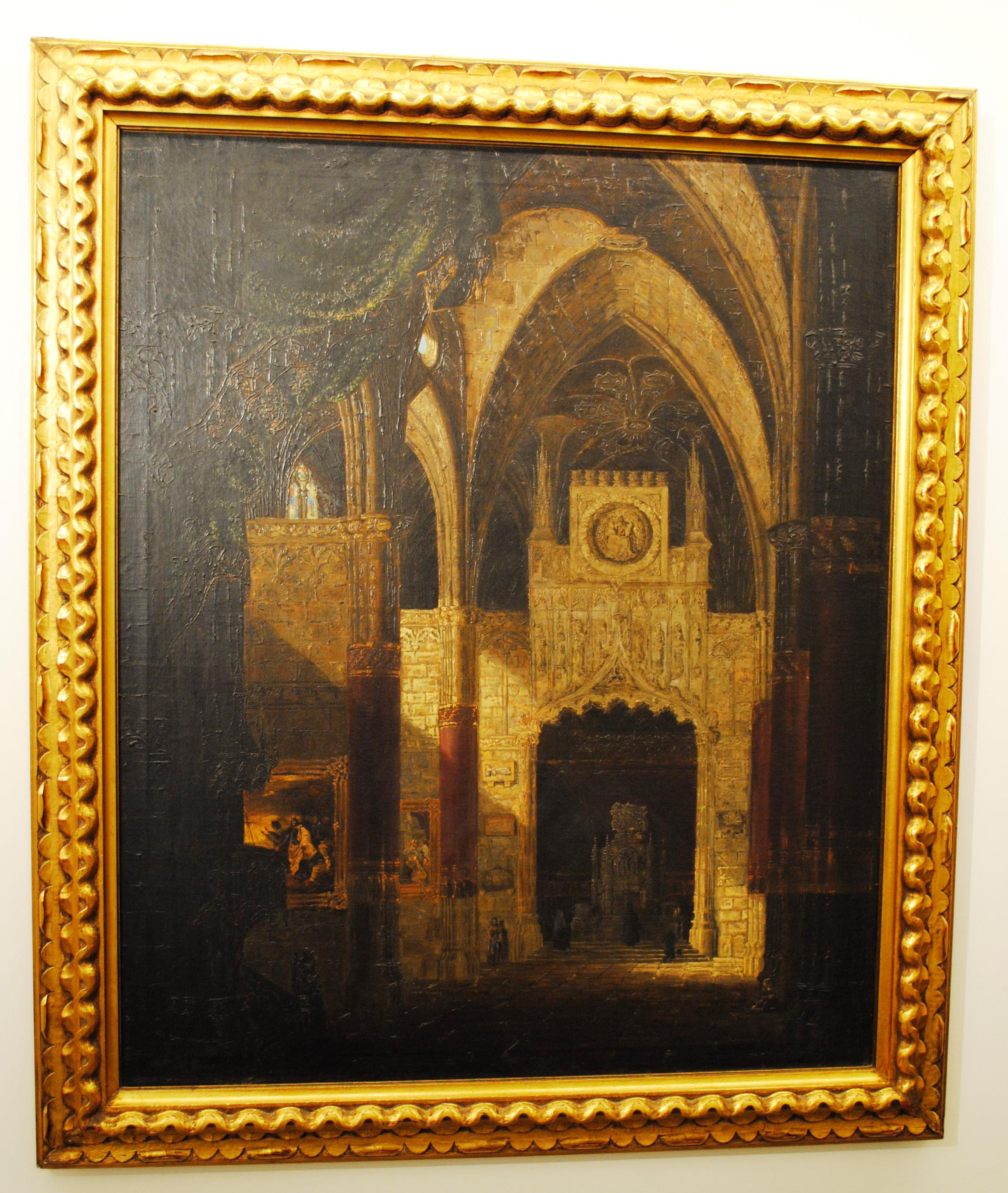
Interior de una iglesia, de Jenaro Pérez Villamil
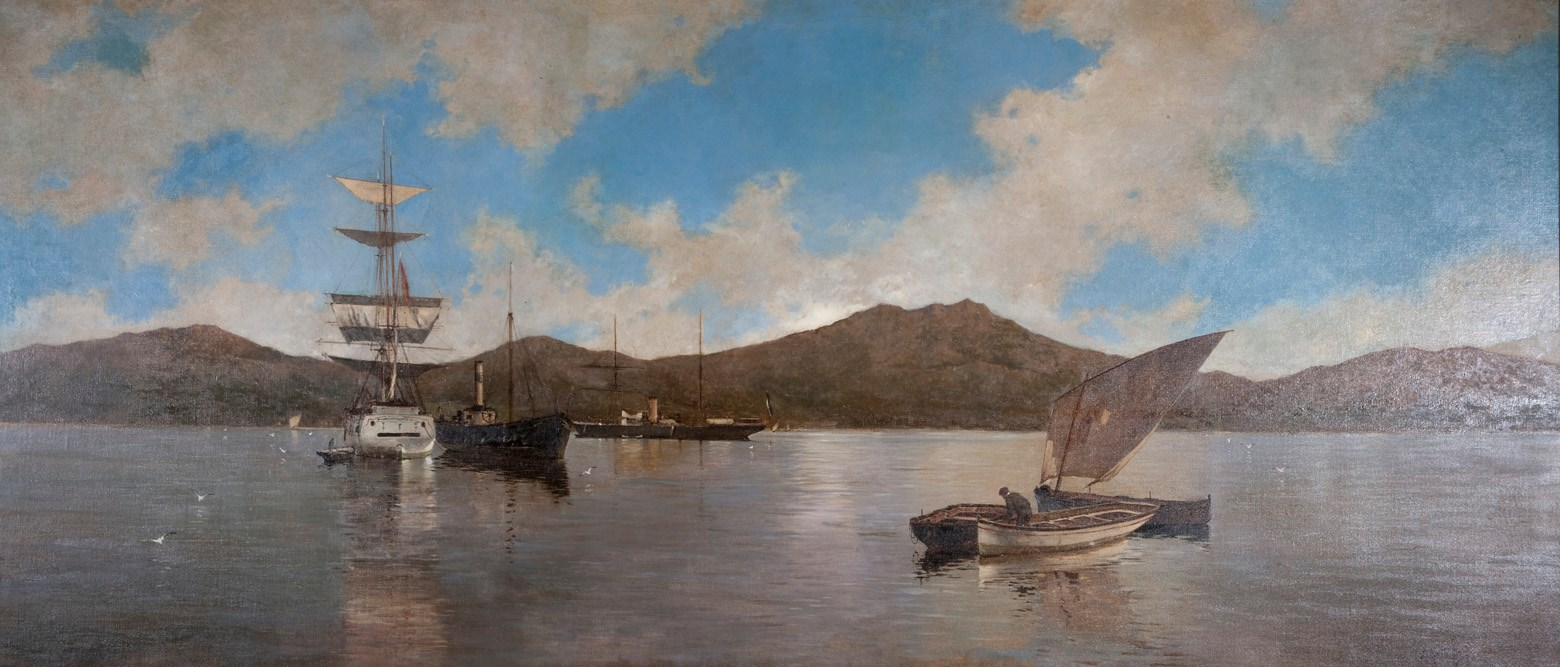
Paisaje, de Juan Martínez Abades, 1892
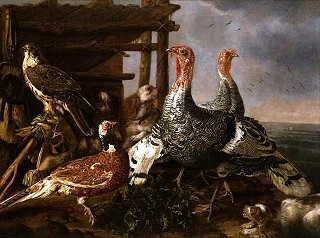
Pavos, de Melchior de Hondecoeter
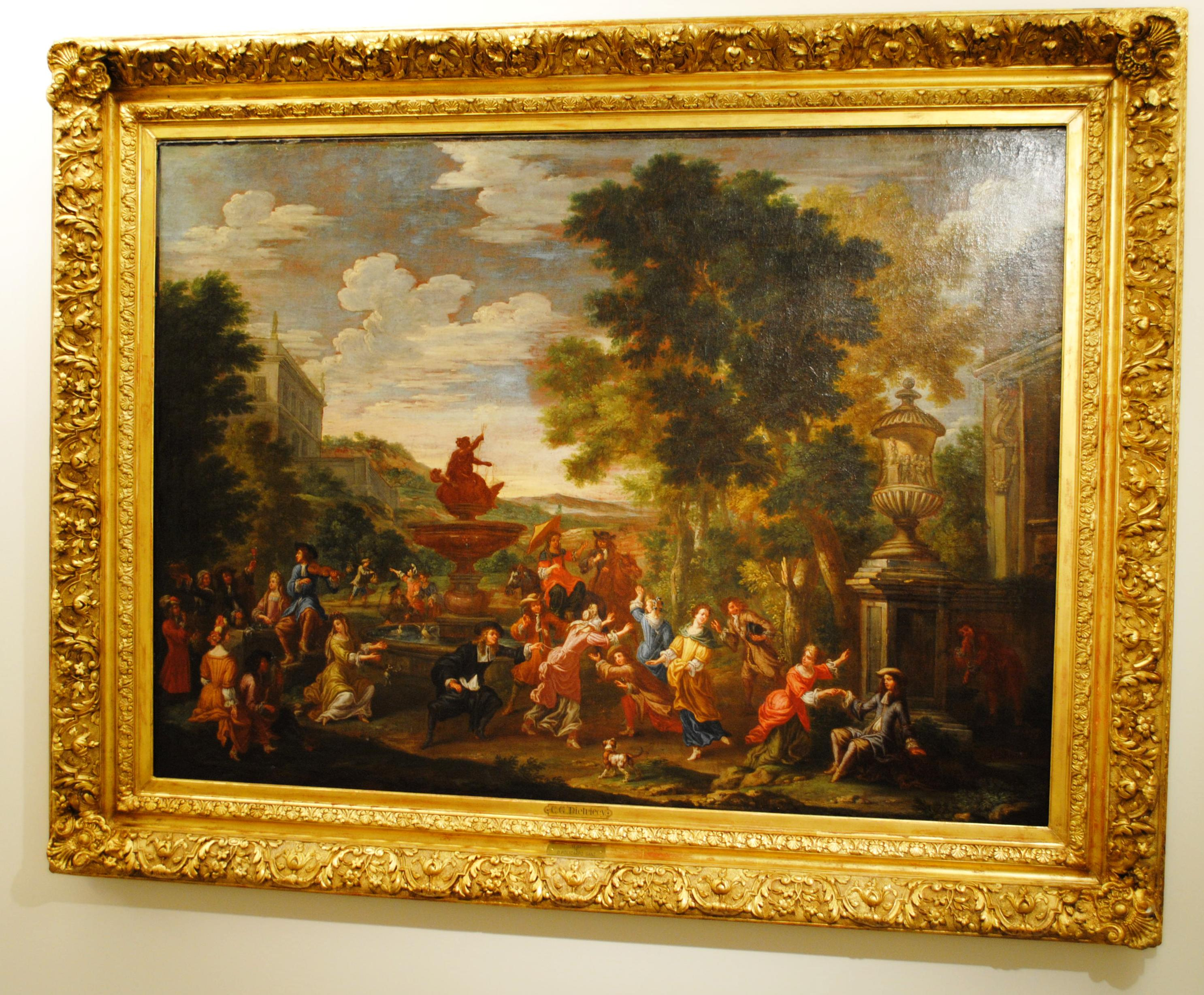
Juego de la gallina ciega, de Christian Wilhelm Ernst Dietrich
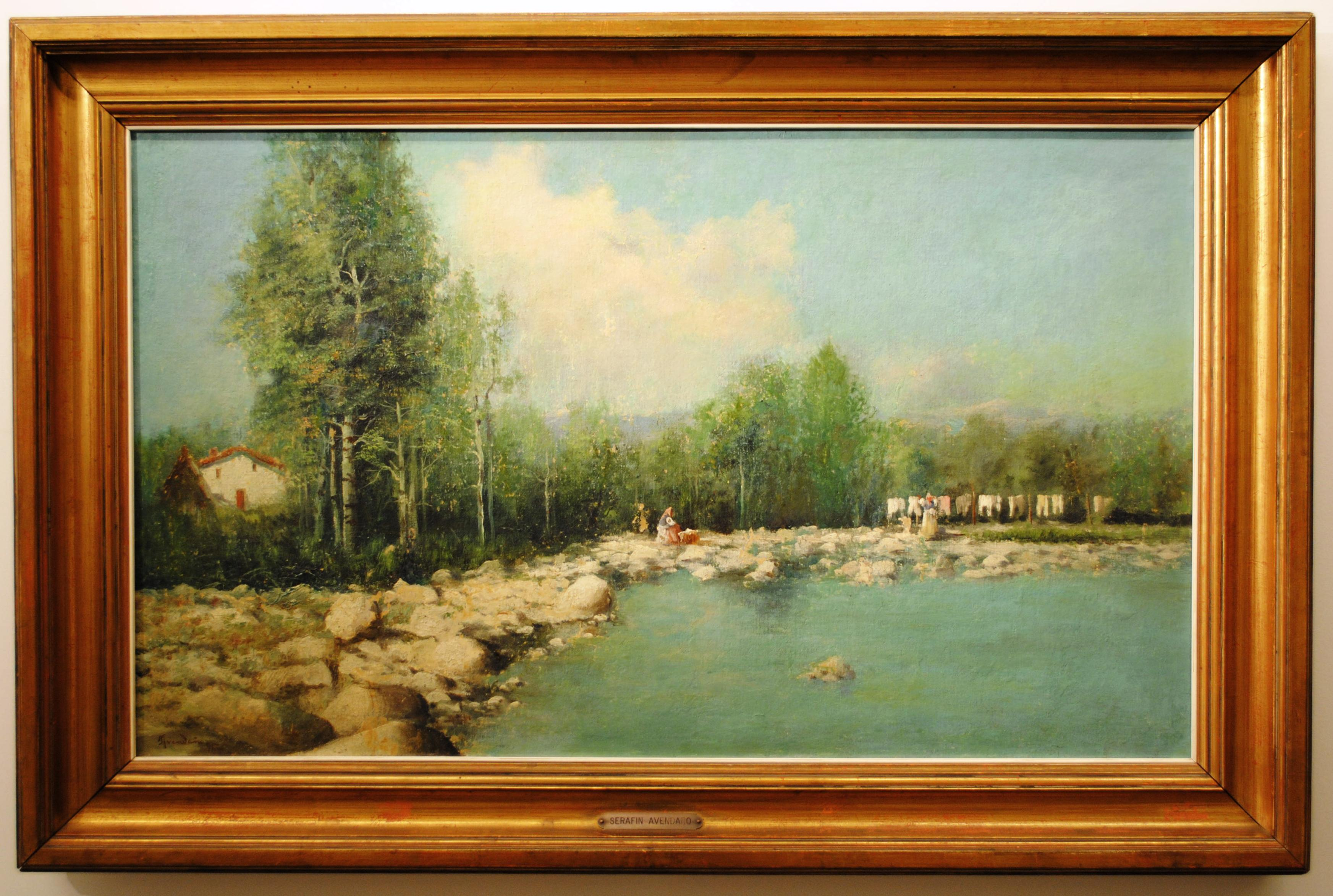
Serafín Avendaño, Paisaje, 1895, óleo-lenzo, 58x99cm

## Premios y reconocimientos
En el año 2012 el pleno del Ayuntamiento de Vigo, decide conceder por unanimidad al museo la Medalla de Oro de Vigo, en reconocimiento a su contribución al desarrollo cultural de Vigo y de su área metropolitana.